# Andrea Canepa
Andrea Canepa Olaechea (Lima, 1980) es una artista interdisciplinaria peruana que vive y trabaja entre Valencia y Berlín. Su trabajo, relacionado permanentemente al azar y a la minuciosidad, se enfoca en las implicaciones ideológicas detrás de cualquier tipo de organización o lógica, cómo representamos el espacio, cómo entendemos el tiempo o cómo estructuramos nuestra cotidianeidad.

## Educación
En el 2000, Canepa ingresó a la Facultad de Artes de la Pontificia Universidad Católica del Perú y culminó su carrera como Licenciada en Bellas Artes en la Universidad Politécnica de Valencia, donde además se graduó como Maestra en Artes Visuales y Multimedia.

## Carrera
En el 2013 recibió el premio Generación de la Fundación Caja Madrid, para el 2014 obtuvo el premio ARCO Comunidad de Madrid para jóvenes artistas. Ha realizado exposiciones individuales, entre las que se cuentan El revés de lo Doméstico (Galería Rosa Santos, Valencia, España, 2009), The Fragile Assenbly of Everyday Life (Laboratorio de Arte Joven 8 LAB, Murcia, España, 2011), Ornamento y Sistema (Wu Galería, Lima, Perú, 2013).

## Obras
El trabajo de Canepa se caracteriza por alterar el orden dentro de los sistemas organizacionales, cuestiona como el ser humano tiende a simplificar la complejidad del mundo con la finalidad de controlar y manipular todo aquello que no podemos entender. La artista nos demuestra como a través de su arte altera el orden de los elementos dentro de estos sistemas y los organiza bajo otros criterios. En su trayectoria Canepa nos deja ver cómo la regularidad del mundo obedece a un conjunto de reglas y que si cambiamos la lógica, estas podrían ser diferentes. 
Entre sus principales obras se encuentra "Todas las calles del año", un proyecto desarrollado en una serie de 365 dibujos, que muestran 365 calles de Latinoamérica, nombradas cada una con la fecha de cada día del calendario. La exposición de esta obra se realizó el 19 de junio del 2015 en el Museo de Teruel - España.
Otras obras relevantes incluyen: 
- "Margen de Juego" Galería Rosa Santos, Valencia - España - 2017
- "Anschauung" Galería Nueve Ochenta, Bogotá - Colombia - 2017
- "La verdad está en otra parte" Museo Domus Artium 2002, Salamanca - España - 2017
- "Todas las Calles del Año" Museo Provincial de Teruel, Teruel - España - 2015[9]
- "Arquitecturas del Futuro Pasado" Sant Andreu Contemporani, Barcelona - España - 2015
- "Ejercicios de Localización" L'Imaginaire, Alianza Francesa, Lima - Perú - 2013
- "Ejercicios de Localización" Rosa Santos Gallery, Valencia - España - 2013
- "Ornamento y Sistema" Wu Galería, Lima - Perú - 2013
- "The Fragile Assembly of Everyday Life", LAB Laboratorio de Arte Joven, Murcia - España - 2011[10]
- "El Revés de lo Doméstico" Rosa Santos Gallery, Valencia - España - 2009

## Premios y reconocimientos
- 2014 "Arco Comunidad de Madrid para Jóvenes Artistas” - Comunidad de Madrid, Madrid, España
- 2014 “Pulse Prize Miami Beach” - Pulse Contemporary Art Fair, Miami - US
- 2014 “Miquel Casablancas” -  Sant Andreu Contemporani, Barcelona, España
- 2013 “Beca Endesa para artes plásticas” -  Fundación Endesa, Teruel , España
- 2013 “Generaciones 2014” - Proyectos de Arte Caja Madrid, Madrid, España
- 2012 XV Concurso Nacional “Pasaporte para un artista”. Segundo lugar. Alianza Francesa. Lima, Perú[11]
- 2011 “Pilar Juncosa i Sotheby’s” Educational Grant. Pilar and Joan Miro Foundation. Palma de Mallorca, España
- 2010 SWAB Drawing - Swab Contemporary Art Fair, Barcelona, España
- 2008 “Jóvenes Creadores de Madrid” - Segundo lugar. Ayuntamiento de Madrid, Madrid, España
- 2006 “Valencia Crea” - Category: Video arte Ayuntamiento de Valencia, Valencia, España